# Chengjiao (socken i Kina, Hunan, lat 28,27, long 112,57)
Chengjiao (kinesiska: 城郊, 城郊乡) är en socken i Kina. Den ligger i provinsen Hunan, i den södra delen av landet, omkring 41 kilometer väster om provinshuvudstaden Changsha.
Genomsnittlig årsnederbörd är 1 710 millimeter. Den regnigaste månaden är maj, med i genomsnitt 305 mm nederbörd, och den torraste är oktober, med 46 mm nederbörd.